# Xeno-T
Xeno-T (hangul: 제노티), anteriormente conhecido como Topp Dogg (hangul: 탑독), é um grupo masculino sul-coreano de hip hop formado pela Stardom Entertainment em 2013. Atualmente o grupo é agenciado pela gravadora Hunus Entertainment. Realizou sua em 24 de outubro de 2013 com o lançamento do extended play Dogg's Out. Em 21 de fevereiro de 2018, foi confirmado que o nome do grupo seria alterado para "Xeno-T", um acrônimo para "xenogeneic" e "topclass".

## História

### 2012-2013: Mixtapes e estréia comDogg's Out
Mixtapes foram lançadas em março e abril de 2012 para promover o grupo antes da estréia. Os membros foram oficialmente apresentados em outubro de 2013 e o grupo realizou um showcase de estréia em 22 de outubro de 2013.
Em 22 de outubro de 2013, eles lançaram o seu primeiro single intitulado Follow Me, e um dia depois lançou seu mini-álbum de estréia, Dogg's Out. Topp Dogg lançou uma versão repaginada de Dogg's Out em 12 de dezembro, que incluiu a faixa-principal Cigarette e uma versão chinesa de Say It.

### 2014:Arario,AmadeuS,Anniee Kidoh's 1st Mini Album
Em 13 de janeiro de 2014, a Stardom Entertainment lançou uma nova apresentação para o segundo mini-álbum de Topp Dogg. Em 15 de janeiro, Topp Dogg fez seu retorno com o lançamento do vídeo musical para a faixa-principal Open the Door e lançou Arario, seu segundo mini-álbum, no dia seguinte. Eles lançaram o vídeo musical para "Arario" em 12 de fevereiro, servindo como faixa-principal de seu segundo mini-álbum.
Em 9 de junho, foi revelado que o Topp Dogg estaria lançando seu terceiro mini-álbum, AmadeuS, com a faixa-título TOPDOG. No entanto, alguns dias antes do lançamento oficial, o álbum inteiro foi vazado na internet. A empresa tentou remover as músicas o mais rápido possível e, em seguida, adotou ações legais contra o culpado.
Em 25 de agosto, o Topp Dogg lançou um remake de AmadeuS com 3 novas faixas e um curta-metragem mostrando imagens de fãs nos bastidores da gravação de AmadeuS.
Em 25 de setembro, o membro Kidoh lançou seu primeiro mini-álbum solo com um video musical para o título Taxi on the Phone, lançado no mesmo dia.
Para o seu primeiro aniversário, Topp Dogg lançou uma nova música "Old School", "Annie" (abreviação de "Anniversary"), em 16 de outubro.

### 2015: Mudança de Seogoong para Under Dogg,The Beate saída de Gohn e Kidoh
Depois de meses de Seogoong aparentemente ter dado uma pausa em suas atividades com o grupo, ele divulgou uma mensagem no Twitter e no fancafe oficial da Topp Dogg revelando que ele iria mudar de Topp Dogg para sua sub-unidade "Under Dogg" para que ele pudesse "cobrir um espectro musical mais amplo". Ele começou a trabalhar sob a sub-unidade em 16 de janeiro.
Concertos para a turnê americana foram realizados em Houston, Texas; Miami Beach, Flórida; e Atlanta, Geórgia em fevereiro de 2015. Em julho de 2015, a Stardom assinou com a Hunus Entertainment.
Em 28 de julho de 2015, Leon (Cavan Chen), ex-membro do Under Dogg, postou em sua conta no Instagram sobre sua saída do grupo. Ele citou o racismo e abuso físico e verbal que sofria de um gerente do Topp Dogg como o principal motivo de sua saída.
Em 8 de outubro, a Hunus Entertainment divulgou uma declaração depois de vários rumores surgirem sobre Kidoh e Gohn apresentando ações judiciais contra a empresa por "má administração de suas carreiras", pois os 2 membros queriam expandir suas carreiras. A declaração confirmou os rumores de que Gohn e Kidoh ambos apresentaram ações judiciais contra a empresa.
Antes do lançamento de seu quarto mini-álbum, o Hunus Entertainment lançou 4 vídeos teaser ao longo de duas semanas que antecederam a data de lançamento do mini-álbum: Emotion, O.A.S.I.S, All Eyez on Me, e "The Beat". Em 19 de outubro, Topp Dogg lançou seu quarto álbum mini, The Beat, juntamente com um video musical para a faixa-título do mesmo nome. O mini-álbum alcançou o número 22 no Gaon Album Chart, vendendo 3.000 exemplares.

### 2016: Show Me the Money 5, Topp Dogg: All-Kill, saída de Jenissi eFirst Street
Em 3 de março, ToppDogg lançou um OST para o drama Please Come Back, Mister. A música também recebeu um vídeo musical com os membros gravando a música. Mais duas músicas foram lançadas para o drama dos membros do Topp Dogg; o primeiro foi Back Then de Hojoon, lançado em 31 de março, e o segundo foi You de Hojoon e Sangdo, lançado no dia 7 de abril.
A rap line de Topp Yano (Yano, A-tom e Jenissi) participaram da temporada 5° do popular programa de sobrevivência do rap, Show Me the Money, que começou a ser exibido em maio. A-Tom passou no processo de audição e chegou à rodada 2, onde ele foi eliminado pouco depois de A-Tom lançar uma música para o seu SoundCloud intitulado So Blind, que foi posteriormente carregado na conta YouTube do Hunus Entertainment em 20 de maio. Tanto Yano quanto Jenissi não conseguiram passar a rodada de audição.
Foi anunciado em maio que Topp Dogg participaria de uma série na web criada pelo site de notícias K-Pop Soompi chamado Topp Dogg: All-Kill. O show exibiu 10 episódios, de 23 de maio a 15 de agosto, e foi exibido as segundas-feiras - apresentou os membros que participaram de vários "desafios" todas as semanas, como cozinhar e charadas, e exibiam segmentos especiais como um tour no dormitório do grupo.
Em 31 de outubro, eles retornaram com um álbum completo intitulado First Street como nove membros em vez dos dez anteriores. Foi confirmado que Jenissi deixou o grupo para poder focar em atividades individuais. O vídeo musical para Rainy Day foi lançado em 7 de novembro.

### 2017: Participação de A-Tom no Produce 101 Season 2
Em 28 de fevereiro, foi relatado que A-Tom participaria do programa de sobrevivência Produce 101 Season 2. 
Em 30 de agosto, uma declaração oficial foi divulgada, dizendo: "Após uma discussão aprofundada com suas respectivas agências, Takada Kenta, Kim Yong Guk, Kim Sang Gyun, Kim Dong Han, Noh Tae Hyun e Kwon Hyun Bin estão agora confirmados para estrear no JBJ.
Em 29 de setembro, a Hunus Entertainment confirmou a saída de P-Goon, Nakta e Hansol e disse que as atividades futuras de A-Tom serão discutidas quando as promoções do JBJ acabarem e ele retornar à agência.

### 2018: Saída de A-Tom e recomeço na carreira
Em 21 de fevereiro foi anunciado pelo fan cafe que o grupo mudaria de nome, agora eles se chamariam para Xeno-T. Também foi anunciado que após ter recebido bastante atenção no The Unit, B-Joo mudaria seu nome artistíco para B-Jyoo e Yano passaria a usar seu nome de nascimento, Sangwon . Um mês depois, em março, eles lançaram a primeira música como Xeno-T, O.A.S.I.S. Após O.A.S.I.S o grupo estreou no Japão com どこにいても,
A-Tom saiu do Topp Dogg e se juntou ao JBJ95 em outubro, ao lado de Takada Kenta.

### 2019-presente: Hiatus e polêmicas
Em janeiro Sangdo lançou Love Notes junto de Ahn Saeha, e desde então, Xeno-T interrompeu as atividades.
Em 2020 Seogoong confessou que seus ex-companheiros de grupo não o tratavam bem.

## Integrantes

### Xeno-T
- HoJoon (em coreano:  호준), nascido Jeon HoJoon (em coreano:  전호준) em 31 de outubro de 1992 (32 anos).
- SangDo (em coreano:  상도), nascido Yu SangDo (em coreano:  유상도) em 2 de março de 1993 (32 anos).
- B-Joo (em coreano:  비주), nascido Kim ByungJoo (em coreano:  김병주) em 8 de janeiro de 1994 (31 anos).
- Xero (em coreano:  제로), nascido em Shin Ji-Ho (em coreano:  신지호) em 3 de fevereiro de 1994 (31 anos).
- Sangwon (em coreano:  상원), nascido Seo Sangwon (em coreano:  서상원) em 27 de setembro de 1995 (29 anos).

### Ex-Integrantes como Topp Dogg
- Jenissi (em coreano:  제니씨), nascido Kim Taeyang (em coreano:  김태양) em 2 de agosto de 1991 (33 anos).

- Seogoong (em coreano:  서궁), nascido Park Hyunho (em coreano:  박현호) em 1 de maio de 1992 (32 anos).
- Gohn (em coreano:  곤) nascido Kim Dongsung (em coreano:  김동성) em 1 de agosto de 1992 (32 anos).
- P-Goon (em coreano:  피군), nascido Park Sehyuk (em coreano:  박세혁) em 18 de outubro de 1991 (33 anos).
- Nakta (em coreano:  낙타), nascido Shin Yooncheol (em coreano:  신윤철) em 24 de abril de 1993 (31 anos).

- Minsung (em coreano:  민성), nascido Kim Hansol (em coreano:  김한솔) em 15 de junho de 1993 (31 anos).
- Kidoh (em coreano:  키도), nascido Jin Hyosang (em coreano:  진효상) em 16 de dezembro de 1992 (32 anos).
- A-Tom (em coreano: 아톰), nascido Kim Sanggyun (em coreano: 김상균) em 23 de maio de 1995 (28 anos).

## Discografia

### Álbuns de estúdio
| Título       | Detalhes do álbum | Posições nas paradas | Vendas        |
| Título       | Detalhes do álbum | KOR                  | Vendas        |
| ------------ | --- | -------------------- | ------------- |
| First Street | - Lançamento: 7 de Novembro de 2016 - Gravadora: Hunus Entertainment - Formatos: CD, Digital download Track listing 1. Perfume 2. Rainy Day 3. Sunshine 4. Monologue 5. Flower 6. Blind 7. Good Morning 8. Emotion (Glitch Mix) 9. Rainy Day (Instrumental) 10. Sunshine (Instrumental) | 16                   | - KOR: 4,146+ |

### Extended plays
| Título     | Detalhes do álbum | Posições nas paradas | Vendas        |
| Título     | Detalhes do álbum | KOR                  | Vendas        |
| ---------- | --- | -------------------- | ------------- |
| Dogg's Out | - Lançamento: 24 de Outubro de 2013 - Gravadora: Stardom Entertainment - Formatos: CD, digital download Track listing 1. Dogg's Out 2. Follow Me (말로해) 3. A Girl Like You (너 같은 여자) (Kidoh Solo) 4. Cute Girl(귀여운 걸) 5. Playground | 17                   | - KOR: 2,691+ |
| Dogg's Out | Dogg's Out (Repackage) - Lançamento: December 12, 2013 - Gravadora: Stardom Entertainment - Formatos: CD, digital download Track listing 1. Dogg's Out 2. Follow Me (말로해) 3. Cigarette 4. A Girl Like You (너 같은 여자) (Kidoh Solo) 5. Cute Girl(귀여운 걸) 6. Playground 7. Say It (Chinese Ver.)                                           | 16                   | - KOR: 2,474+ |
| Arario     | - Lançamento: 16 de Janeiro de 2014 - Gravadora: Stardom Entertainment - Formatos: CD, digital download Track listing 1. Arario (아라리오) 2. Open The Door (들어와) 3. R-Uh (알어) 4. Fever (종말론자) 5. Open The Door(Inst.) | 12                   | - KOR: 4,485+ |
| Arario     | Arario Special Edition (Repackage) - Lançamento: 24 de Fevereiro 2014 - Gravadora: Stardom Entertainment - Formatos: CD, digital download Track listing 1. Arario (아라리오) 2. Keep Smiling 3. Open The Door (들어와) 4. R-Uh (알어) 5. Fever (종말론자) 6. Arario (아라리오) (Remix) 7. R-Uh (알어) (Japanese Ver.) 8. Arario (아라리오)(Inst.) | 11                   | - KOR: 6,394+ |
| AmadeuS    | - Lançamento: 9 de Junho 2014 - Gravadora: Stardom Entertainment - Formatos: CD, digital download Track listing 1. Intro 2. Amadeus (아마데우스) 3. Topdog 4. Salieri (살리에리) 5. Topdog (Instrumental) | 5                    | - KOR: 7,650+ |
| AmadeuS    | Amadeus Deluxe Edition (Repackage) - Lançamento: 22 de Agosto de 2014 - Gravadora: Stardom Entertainment - Formatos: CD, digital download Track listing 1. Intro 2. Amadeus (아마데우스) 3. Topdog 4. Salieri (살리에리) 5. Topdog (Instrumental) 6. Ain't Right (이건 아니지 않나 싶어) (feat. Cho PD) 7. Oh My Baby 8. Peekaboo                 | 8                    | - KOR: 3,768+ |
| The Beat   | - Lançamento: 19 de Outubro de 2015 - Gravadora: Hunus Entertainment - Formatos: CD, digital download Track listing 1. Runaway 2. The Beat 3. O.A.S.I.S 4. All Eyez On Me 5. Emotion 6. Sweetheart | 8                    | - KOR: 4,987+ |

### Singles
| Título                                   | Ano  | Posição nas paradas | Álbum                         |
| Título                                   | Ano  | KOR                 | Álbum                         |
| ---------------------------------------- | ---- | ------------------- | ----------------------------- |
| "Follow Me" (말로해)                     | 2013 | —                   | Dogg's Out                    |
| "Cigarette"                              | 2013 | —                   | Dogg's Out                    |
| "Open The Door" (들어와)                 | 2014 | —                   | Arario                        |
| "Arario" (아라리오)                      | 2014 | —                   | Arario                        |
| "Topdog"                                 | 2014 | —                   | AmadeuS                       |
| "Annie" (애니)                           | 2015 | —                   | Predefinição:Non-album single |
| "The Beat"                               | 2015 | —                   | The Beat                      |
| "Rainy Day"                              | 2016 | —                   | First Street                  |
| O.A.S.I.S                                | 2018 |                     | O.A.S.I.S                     |
| "—" denotes releases that did not chart. |      |                     |                               |

### Álbuns solos
| Título                      | Detalhes do álbum | Posição nas paradas | Vendas | Ref    |
| --------------------------- | --- | ------------------- | ------ | ------ |
| True Be Honest (by Jenissi) | - Gravadora: 12 de Julho de 2016 - Gravadora: Hunus Entertainment - Formatos: digital download Track listing 1. Disillusion 2. Bus 3. Rollin' (feat. A-Tom) 4. Back 2 the Sun 5. No Problem | —                   | —      | [ 38 ] |

### Trilha sonora
| Ano  | Título                                               | Membros         | Notas                           |
| ---- | ---------------------------------------------------- | --------------- | ------------------------------- |
| 2015 | "Butterfly Core" - Released April 7, 2015            | All             | Detective Conan 13th Season OST |
| 2015 | "Just 5 More Minutes" - Lançado em 7 de Maio de 2015 | Yano & Sangdo   | The Girl Who Sees Smells OST    |
| 2015 | "Get out of My Way" - Released August 25, 2015       | All             | Webtoon Dokgo OST               |
| 2016 | "Feel Alive" - Lançamento: 3 de Março de 2016        | All             | Please Come Back, Mister OST    |
| 2016 | "Back Then" - Released: March 31, 2016               | Hojoon          | Please Come Back, Mister OST    |
| 2016 | "You" - Released: April 7, 2016                      | Sangdo & Hojoon | Please Come Back, Mister OST    |

### Vídeos musicais
| Ano  | Título          | Diretores                               |
| ---- | --------------- | --------------------------------------- |
| 2013 | "Follow Me"     | Kwon Soon-wook (Metaoloz)               |
| 2013 | "Cigarette"     | Kwon Soon-wook (Metaoloz)               |
| 2014 | "Open The Door" | Kwon Soon-wook (Metaoloz)               |
| 2014 | "Arario"        | Kwon Soon-wook (Metaoloz)               |
| 2015 | "Topdog"        | Kwon Soon-wook (Metaoloz)               |
| 2015 | "I Come"        | Julia Ashley                            |
| 2015 | "Peekaboo"      | Julia Ashley                            |
| 2015 | "Annie"         | Park Sang-woo & Seong Won-mo (Digipedi) |
| 2015 | "The Beat"      | Kim Se-hee (August Frogs)               |
| 2016 | "Rainy Day"     | Lee Ki-baek (Tiger Cave)                |
| 2018 | O.A.S.I.S       | O.A.S.I.S                               |